# Marcelo Vieytes
Marcelo Javier Vieytes (nacido el 2 de enero de 1978 en Buenos Aires, Argentina) fue un futbolista argentino que se desempeñaba como centrocampista. Su último equipo fue Central Córdoba de Rosario.

## Clubes
| Club                      | País      | Año       |
| ------------------------- | --------- | --------- |
| Deportivo Armenio         | Argentina | 1997-2003 |
| Temperley                 | Argentina | 2004      |
| Deportivo Armenio         | Argentina | 2004-2006 |
| Brown (Adrogué)           | Argentina | 2006-2007 |
| All Boys                  | Argentina | 2007-2011 |
| Almirante Brown           | Argentina | 2011      |
| Deportivo Moron           | Argentina | 2012      |
| Central Córdoba (Rosario) | Argentina | 2013-2014 |

## Logros
| Título                     | Club              | País      | Año  |
| -------------------------- | ----------------- | --------- | ---- |
| Primera "B" Metropolitana  | Deportivo Armenio | Argentina | 2003 |
| Primera "B" Metropolitana  | All Boys          | Argentina | 2008 |
| Ascenso a Primera División | All Boys          | Argentina | 2010 |